# Brian Anderson (baseball, 1972)
Pour les articles homonymes, voir Brian Anderson et Anderson.
Brian James Anderson (né le 26 avril 1972 à Portsmouth, Virginie, États-Unis) est un ancien lanceur gaucher de la Ligue majeure de baseball qui évolue de 1993 à 2005. Il est surtout connu pour ses cinq années, de 1998 à 2002, passées avec les Diamondbacks de l'Arizona, avec qui il remporte la Série mondiale 2001.
Brian Anderson est maintenant analyste lors des matchs de baseball des Rays de Tampa Bay à la télévision.

## Carrière de joueur

### Université
Étudiant à l'université d'État Wright, Brian Anderson y remporte 28 victoires contre 8 défaites comme lanceur des Raiders. Il maintient une moyenne de points mérités de 2,23 durant son passage à Wright et est nommé joueur de l'année et lanceur de l'année de la Mid-Continent Conference (en) en 1992. Nommé l'année suivante sur la première équipe All-American par Baseball America en 1993 et finaliste au Golden Spikes Award, il est le 3e athlète sélectionné au repêchage amateur de la Ligue majeure de baseball en juin 1993 après Alex Rodriguez et Darren Dreifort. Sélectionné par les Angels de la Californie, il fait ses débuts dans le baseball majeur le 10 septembre suivant, après un très bref passage en ligues mineures.

### Ligue majeure de baseball

#### Angels de la Californie
Classé 56e sur la liste des 100 meilleurs joueurs d'avenir dressée le printemps suivant par Baseball America, Anderson amorce la saison 1994 chez les Angels. À son premier match de l'année contre Milwaukee le 10 avril, il remporte sa première victoire dans les majeures. Il termine 6e du vote de fin désignant la recrue de l'année de la Ligue américaine après une saison de 7 victoires et 5 défaites en 18 départs, malgré une moyenne de points mérités élevée de 5,22. Il éprouve encore davantage de difficultés en 1995 alors que sa moyenne s'élève à 5,87 en 99 manches et deux tiers lancées en 18 matchs.

#### Indians de Cleveland
Le 15 février 1996, les Angels échangent Anderson aux Indians de Cleveland contre les lanceurs droitiers Jason Grimsley et Pep Harris. Il n'est guère convaincant au cours des deux saisons qui suivent, marquées par des renvois aux ligues mineures,. Pour les Indians en 1996 et 1997, Anderson amorce 18 parties et ajoute une sortie comme lanceur de relève mais affiche une moyenne de points mérités de 4,80.
Il se rachète avec de belles performances en séries éliminatoires à l'automne 1997. Les Indians lui font confiance en relève en six occasions, trois dans la Série de championnat de la Ligue américaine gagnée sur les Orioles de Baltimore, puis trois autres dans la Série mondiale 1997 perdue aux mains des Marlins de la Floride. Victorieux lors d'un match de la première ronde éliminatoire, Anderson n'accorde que deux points et 3 coups sûrs dans l'ensemble des matchs d'après-saison, réussit 9 retraits sur des prises et remet une moyenne de points mérités de 1,80 en 10 manches lancées. Il reçoit un sauvetage après avoir lancé 3 manches sans point et accordé un seul coup sûr aux Indians dans le 4e match de la Série mondiale, une rencontre gagnée 10-3 par Cleveland où il succède au monticule à Jaret Wright.

#### Diamondbacks de l'Arizona
Cleveland engage à nouveau Anderson en novembre 1997 sur un contrat de 700 000 dollars pour 1998 avec une option valant 1,4 million de dollars pour 1999, mais laisse néanmoins Anderson sans protection alors qu'approche le repêchage d'expansion de novembre 1997 visant à composer l'effectif des deux nouvelles franchises de la Ligue majeure de baseball, Arizona et Tampa Bay. Après que ces derniers eurent utilisé leur premier choix pour réclamer Tony Saunders, les Diamondbacks de l'Arizona font de Brian Anderson leur première sélection.
Dès son arrivée en Arizona, le gérant des Diamondbacks, Buck Showalter, fait confiance à Anderson et le nomme 5e lanceur partant de sa rotation. Au sein d'une équipe misérable qui perd 97 de ses 162 parties à sa saison inaugurale, Anderson remporte 12 victoires et encaisse 13 défaites en 32 départs, et sa moyenne de points mérités se chiffre à 4,33 en 208 manches lancées. Les choses ont bien différentes pour les Diamondbacks en 1999 : ils remportent 100 matchs et accèdent à leurs premières séries éliminatoires. Anderson alterne entre les rôles de lanceur partant et de releveur. Sa moyenne de points mérités se chiffre à 4,57 en 31 matchs, dont 19 comme partant, et 130 manches lancées. Il remporte 8 de ses 10 décisions. On lui confie la balle pour amorcer le 4e match de la Série de divisions de la Ligue nationale contre les Mets de New York. Il répond bien à l'appel en n'allouant que deux points en 7 manches, mais les D-Backs perdent la rencontre en manches supplémentaires et sont éliminés.
Il réintègre à temps plein la rotation de partants des D-Backs en 2000 et établit des records personnels de matchs joués (33), de manches lancées (213 et un tiers) et de retraits sur des prises (104), en plus d'égaler son total de 1999 avec 32 départs. Il remet une moyenne de points mérités de 4,05 avec 11 gains et 7 revers. En 2001, il complète chez les Diamondbacks une rotation menée par les lanceurs étoiles Randy Johnson et Curt Schilling et savoure la conquête de la Série mondiale 2001. Il est d'abord brillant comme lanceur de relève dans les deux premières rondes éliminatoires, avec seulement deux points mérités accordés en 3 matchs et 7 manches et un tiers contre Saint-Louis et Atlanta. Il est le lanceur gagnant du 4e match de la Série de championnat de la Ligue nationale face aux Braves. Lanceur partant du 3e match de la Série mondiale, il n'accorde que deux points, le premier sur un circuit de Jorge Posada, mais subit la défaite, 2 à 1 contre Roger Clemens et les Yankees de New York.
En 5 années chez les Diamondbacks, Anderson remporte 41 victoires contre 42 défaites en 129 départs et 31 présences en relève, et sa moyenne de points mérités se chiffre à 4,52 en 840 manches et deux tiers lancées au total en saison régulière. Il quitte l'Arizona après la saison 2002.

#### Royals de Kansas City
Devenu agent libre, il rejoint l'une de ses anciennes équipes, les Indians de Cleveland. Il connaît en 2003 la meilleure campagne de sa carrière, qu'il termine chez les Royals de Kansas City. Ces derniers, qui étonnent en s'invitant dans une course au championnat cet été-là, l'obtiennent en effet des Indians le 25 août 2003 en échange de deux joueurs de ligues mineures. Anderson termine l'année avec une moyenne de points mérités de 3,78 en 197 manches et deux tiers lancées, la meilleure de ses 13 années (dont 11 complètes) passées dans les majeures. Il remporte un nouveau sommet personnel de 14 victoires malgré 11 défaites. Même si Kansas City rate les éliminatoires, il contribue de son mieux à l'effort avec 5 succès, une seule défaite et une moyenne de points mérités de 3,99 en 7 départs avec les Royals.
Après une saison complète chez les Royals en 2004, sa carrière est déraillée en 2005 par une blessure au ligament du coude qui le force à subir une opération de type Tommy John. Il se blesse à nouveau en 2006 alors qu'il se prépare à un retour, cette fois chez les Rangers du Texas, avec qui il a entre-temps signé un contrat. Ceci entraîne une seconde chirurgie Tommy John. Au camp d'entraînement des Rays de Tampa Bay en 2008, une troisième blessure au même ligament le contraint à mettre un terme à sa carrière sportive. Son dernier match dans les majeures est joué pour Kansas City le 8 mai 2005.

#### Palmarès
De 1993 à 2005, Brian Anderson a joué 291 matchs dans le baseball majeur. De ce nombre, le gaucher en a amorcé 245 comme lanceur partant. Il complète sa carrière avec 82 victoires, 83 défaites, 12 matchs complets dont 4 blanchissages comme partant et un sauvetage comme releveur, ainsi que 723 retraits sur des prises. En 1 547 manches lancées au total, sa moyenne de points mérités se chiffre à 4,74.
Sa moyenne de points mérités en 29 manches et deux tiers en éliminatoires avec Cleveland et Arizona n'est que de 2,43. Il a gagné deux matchs contre une défaite et réussi 17 retraits sur des prises.

## Carrière dans les médias
Durant sa convalescence après sa seconde opération au bras, Anderson participe à une émission télévisée sur les Indians de Cleveland appelée The Tribe Report pour SportsTime Ohio à l'automne 2007 et durant la saison 2007.
Après l'annonce de sa retraite sportive, il est engagé pour être analyste lors des matchs des Rays de Tampa Bay pendant l'absence de Joe Magrane, affecté à la couverture des matchs de baseball des Jeux olympiques d'été de 2008 pour le réseau de télévision NBC Sports.
Il quitte les médias pour retrouver les terrains et travailler en 2008 et 2009 pour les Rays de Tampa Bay. Lorsque l'équipe est en ville, il est assistant à l'instructeur des lanceurs John Hickey et, lorsque le club est en déplacement, occupe un poste d'assistant à la direction aux côtés d'Andrew Friedman.
Malgré le fait qu'il est dit s'être senti trop mal à l'aise en ondes en 2008 pour apprécier sa première expérience du baseball diffusé en direct, Anderson accepte de revenir occasionnellement dans un rôle d'analyste lors des parties des Rays pour Sun Sports. Alternant avec Kevin Kennedy, il partage l'antenne avec le descripteur Dewayne Staats pour une quarantaine de matchs en 2009 et une cinquantaine en 2010. Il devient à partir de la saison 2011 analyste à temps plein des matchs de l'équipe télévisés sur Sun Sports.